# 슈퍼탤런트 크리에이터 어워즈
2020년 4월에 개최되는 이 대회는 전 세계160국가의 SNS 인플루언서와 유튜브 크리에이터, 그리고 한국의 중소기업이 후원하는 국제 크리에이터 페스티벌로 인스타그램 팔로워 100K, 유튜브 구독자 50K 이상 채널을 보유한 인플루언서만 신청이 가능하다. 엄격한 심사를 통해  최종 선발된 40명은 제주도로 초청하여 패션, 뷰티, 웹 드라마, 방송, 음악, 스포츠 등 다양한 다양한 콘텐츠를 제작 한다. 글로벌 마케팅이 필요한 푸드 프랜차이즈 기업, 유통기업, 제조 및 서비스 기업들이 어워즈에 참가하는 인플루언서들과 1대1 비즈니스 할 수 있도록 크리에이터 펀딩 네트웍 행사도 있다. 대한민국 제주도에 본사를 두고 글로벌 콘텐츠 크리에이터, 연예인 및 인플루언서들의 니즈를 충족시킬 수 있는 콘텐츠를 전 세계에 송출하여 아시아 태평양, 유럽, 아프리카, 북남미를 잇는 크리에이터 시스템을 구축하는 콘텐츠이다.

## 같이 보기
- 슈퍼탤런트 패션위크
- 슈퍼탤런트 키즈패션위크
- 브리튼스 갓 탤런트
- 아메리칸 아이돌
- 더 엑스 팩터